# Сермиля, Ярмо
Я́рмо Се́рмиля (фин. Jarmo Sermilä; род. 16 августа 1939, Хямеэнлинна, Финляндия) — финский композитор и педагог.

## Биография
В 1975 году окончил музыковедческий факультет Хельсинкского университета. Затем продолжил обучение в Праге у Франтишека Коваржичека, а после в Академии имени Сибелиуса у Йонаса Кокконена. В 1966—1971 годах хранитель Дома-музея Яна Сибелиуса в Хямеэнлинне. В 1971—1976 годах директор Финского центра музыкальной информации. В 1974—1978 годах председатель финской секции Международного общества музыкального воспитания и современной музыки. В 1975—1979 годах директор экспериментальной студии на Радио. Автор статей о финской музыке.